# Na koncu sveta
Na koncu sveta (v izvirniku italijansko Il confine del mondo) je zgodovinski roman italijanskega pisatelja Valeria Massima Manfredia. Je tretji in zadnji del njegove trilogije o Aleksandru Velikem.

## Zgodba
V tretji knjigi Aleksander prodira v osrčje Azije. Večkrat je že premagal Perzijce in nič ga ne ustavi. A ne želi si le novih ozemlji. Že osvojena ozemlja želi trdno združiti in ustvariti en narod. A njegov načrt je obsojen na neuspeh. Pride do Indije, a takrat njegovi vojaki hočejo nazaj. Na poti nazaj zboli in v Babilonu umre.